# Lucia Hossu-Longin
Lucia Hossu-Longin (n. 24 septembrie 1941, Brăila) este o regizoare de televiziune și autoare română, cunoscută publicului din România prin reportajele din serialul  „Memorialul Durerii” de la TVR, începând cu anul 1991. Până în anul 1980 a fost căsătorită cu scriitorul și ziaristul Valentin Hossu-Longin și are 2 copii, Teodor si Emil. În prezent este căsătorită cu Dan Necșulea. 
A absolvit Facultatea de Limba și Literatura Română în cadrul Universității din București(1965).
Înainte de Revoluție, a fost redactor la „Revista pădurilor“, la „Scânteia Tineretului“ de unde pleacă după 2 ani prin demisie și respectiv la secția de film și teatru a Televiziunii Române. 
Este, de asemenea, autoare a altor filme documentare precum "România versus Chang", "Cardinalul Iuliu Hossu și Marea Unire", "Zbor deasupra unui cuib de oameni", "13 – 15 iunie 1990, Mineriada oră cu oră", "Sebastian" și altele. 
Între 1993-1996, a fost redactor șef al redacției Film Documentar al Studioului de Film al Societății Române de Televiziune. 
Între 1996 și 2000 a fost membru în Consiliul de Administrație al Societății Române de Televiziune. 
În 2009 publică la editura Humanitas cartea Față în față cu generalul Ion Mihai Pacepa, care conține singurul interviu oficial acordat de Ion Mihai Pacepa (realizat de Lucia Hossu-Longin alături de soțul Dan Necșulea între 26 și 28 februarie 2009, în Miami, SUA).
Este vicepreședinte al Fundația "Academia Civică", fundație care administrează Muzeul Memorial de la Sighet.
Este membră a Academiei Europene de Film, cu sediul în Germania.
Lucia Hossu-Longin a fost invitată în SUA de U.S. Information Agency (USIA) pentru un stagiu profesional în domeniul filmului documentar. Stagiul a cuprins contacte și programe cu televiziuni naționale și private din New York, Washington, Chicago, San Francisco, Los Angeles și Boston.

## Producător film documentar
A realizat numeroase documentare care au fost selecționate la festivaluri internaționale: Hobița lui Brâncuși, România versus Cheng, Visul (portret Liviu Ciulei), 21 de fotograme care au intrat în istorie, Cardinalul Iuliu Hossu, Sebastian (selecție la Prix Italia – 2006), Regele nu moare (selecție la Festivalul internațional de Televiziune de la Biarritz, Franța – 2009, Prix Italia – 2009 și Premiul special al Juriului UCIN – 2009). Documentarul Regele nu moare a fost proiectat, în premieră, două seri consecutiv la Paris, în Teatrul La Huchette, unde se joacă de 50 de ani neîntrerupt Eugen Ionescu.

## Memorialul Durerii- serial documentar
Din 1991, Lucia Hossu-Longin începe realizarea serialului documentar Memorialul Durerii, care a ajuns  la peste 200 de episoade difuzate, serial consacrat spațiului concentraționar românesc și rezistenței românilor în fața comunismului. Serialul a fost achiziționat și de Arhivele Hoover din SUA și de Biblioteca Congresului din Washington. Episoade din serial, dar și alte filme documentare ale autoarei au fost selecționate la marile festivaluri de televiziune de la Monte Carlo, Biarritz, Prix Europe sau Prix Italia. Episoade din Memorialul Durerii au fost difuzate și pe TV-5, în Franța, la Videoteca din Paris sau de Televiziunea Franco-Germană ARTE.

## Cărți publicate
- 2009 Față în față cu generalul Ion Mihai Pacepa.[5][6] - ed. Humanitas
- 2007, 2012 Memorialul durerii - o istorie care nu se învață la școală - ed. Humanitas
- 2018 Oamenii mari care au făcut România Mare - ed. Hyperliteratura
- 2019 Credința nepieritoare - ed. Hyperliteratura
- 2020 Reeducarea de la Pitești. Cerberii penitenciarelor - ed. Hyperliteratura
- 2021 Față în față cu generalul Ion Mihai Pacepa, ediția a II-a, revizuită - ed. Hyperliteratura

## Filmografie
- 1977 Efectul razelor gamma asupra anemonelor (TV) - (redactor)[7]
- 1991 Trandafirul și coroana (TV) - (redactor)[7]
- 1991 Memorialul Durerii (TV) - (regia, comentariul)[7]
- 1991 Nunta (TV) - (regia)[7]
- 1992 Ce zi frumoasă! (TV) - (redactor)[7]
- 1992 Visul - Portret Liviu Ciulei - (regia, scenariul)[7]
- Le roi ne meurt pas / Regele nu moare - în memoria lui Eugen Ionesco - (regia)[7]
- 1996 Ochii care nu se văd - (producator delegat, redactor)[7]
- 1997 Toma - după 20 de ani (TV) - (producător)[7]
- 1997 Peisaj după embargo (1997) - (producător)[7]
- 1998 România versus Cheng - (regia)[7]
- 1999 Evocare B.P. Hașdeu (1999) - (producator)[7]
- 2000 Memorialul Bucureștilor - (regia)
- 2005 Născuți la comandă - Decrețeii - (producător)[7][8]
- 2007 Sa invingi prin iubire - (realizator)[7]
- 2009 Memorialul durerii - Seria neagră (Serial TV) - (regia, comentariul)[7]
- 2009 Partizanii libertății (2009) - (producător)[7]

## Premii
- 1992 și 1993 (de două ori) Marele Premiu al Asociației Profesioniștilor de Televiziune din România (A.P.T.R.)[9]
- 1996 Premiul "Speranța" al Societății Timișoara[9]
- 1996 Premiul PNȚCD pentru un film biografic despre Corneliu Coposu[9]
- 2000 Premiul pentru Memorie la Festivalul Internațional M.I.P.A. 2000, Spania (Muestra Internacional de Patrimonio Arquitectonico)[9]
- 2003 Premiul pentru cel mai bun documentar, la Festivalul Internațional de la Carmona, pentru filmul „Memorialul Bucureștilor”[9]
- 2003 Diploma și Medalia Jubiliară „Cardinal Iuliu Hossu” – acordate de Biserica Română Unită cu Roma pentru "obiectivitate și curaj în promovarea adevărului prin jurnalism"[9]
- 2005 Premiul pentru Documentar al U.C.I.N., pentru filmul „Janny Holt” (ca producător)[9]
- 2009 Premiul Special al Uniunii Cineaștilor din România (U.C.I.N.)[9]
- 2012 Premiul Academiei Române
- 2013 Premiul de Excelență al revistei Contemporanul
- 2013 Ordinul Meritul Cultural în grad de Cavaler.
- 2013 Ordinul Coroana României în grad de Cavaler, acordat de Regele Mihai I al României
- 2015 Premiul Academic al Uniunii Cineaștilor din România pentru contribuția adusă filmului românesc de televiziune